# 関東尾津組
関東尾津組（かんとうおづぐみ）は、かつて東京都新宿区に本拠を置いた的屋系暴力団。全日本飯島連合会飯島一家小倉二代目の尾津喜之助が結成した。

## 歴史
終戦直後の1945年8月20日に、淀橋警察署の内諾を得て焼け跡となっていた新宿駅東口の区画に新宿マーケット（「尾津マーケット」とも）を開店した。「光は新宿より」というキャッチフレーズで売り出した新宿マーケットは戦後闇市の端緒とされ、約7万人の商店主および商店関係者を傘下に収め隆盛を極めた。
1947年に恐喝などの罪で尾津喜之助組長が検挙され、同年7月23日をもって組を解体し、組織を'新宿復興会社の名に替えた。
昭和30年代半ばに始まった新宿駅付近の大規模復興計画と軌を一にして関東尾津組は急速に勢力を落とした。1957年（昭和32年）には傘下組織の武田組（武田一郎組長）と安藤組が抗争事件を起こしたことも凋落の一因になった。尾津は全日本飯島連合会の会長も勤めていたが、日本経済の復興により闇市は衰退し、関東尾津組は解散に至った。日本における自転車タクシー（輪タク）営業のはじまりは、1947年（昭和22年）2月1日に関東尾津組が2人乗りの輪タク営業「尾津な輪タク」を東京で始めたものといわれている。

## 新宿マーケット
第二次世界大戦前から新宿で露店を統率してきた的屋であった関東尾津組は、敗戦3日後の1945年8月18日に都内主要紙に新宿マーケットの広告を出した。文面には「転換工場並びに企業家に急告! 平和産業の転換は勿論、其の出来上り製品は当方自発の"適正価格"で大量引受けに応ず、希望者は見本及び工場原価見積書を持参至急来談あれ 淀橋区角筈一の八五四（瓜生邸跡）新宿マーケット 関東尾津組〉」とあり、半製品を抱えたまま終戦で納入先を失った軍需製品の下請け業者らが翌日から組事務所に続々と詰め掛けた。
組長の尾津喜之助は、軍刀業者には包丁やナタを、鉄兜業者には鍋を作るよう助言するなど、彼らの半製品や工場設備を生かした商品の生産を勧め、同年8月20日、瓦礫の山となった新宿駅前の土地の一時的な利用許可を警察から得て、「光は新宿より」を謳い文句に、新宿通り沿いに葦簀張りバラックの新宿マーケット（通称：尾津マーケット）を開き、日用雑貨など商品の販売を始めた。
新宿マーケットは東京における闇市の嚆矢とされ、その後、新宿南口に飯島一家内山二代目和田組（和田薫）の和田マーケット（約400軒）、同西口に東京早野会初代分家安田組（安田朝信）の民衆市場（約1600軒）、東口駅前に野原組（野原松次郎）の野原マーケットができ、さらに国電の主要駅を中心に闇市は全都にまたたく間に広がっていった。